# Johann Heinrich Feustking

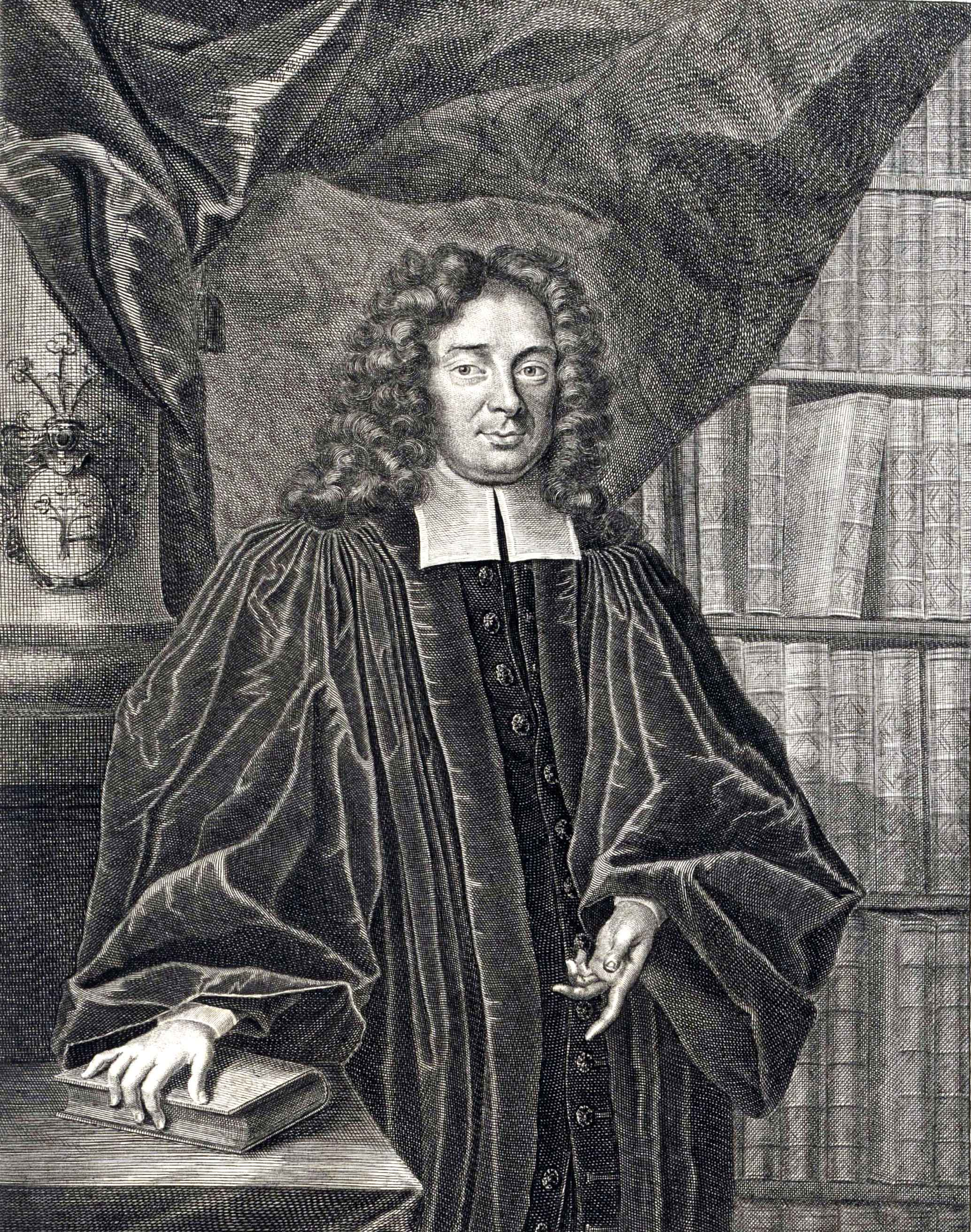
Johann Heinrich Feustking

Johann Heinrich Feustking (* 7. März 1672 in Stellau; † 23. März 1713 in Gotha) war ein deutscher evangelisch-lutherischer Theologe.

## Leben
Johann Heinrich Feustking stammte aus einer in Herford und Elmshorn sich etablierenden Evangelischen Pfarrerfamilie. Er wurde als Sohn des Pfarrers Heinrich Feustking († 25. Mai 1682 in Stellau) und dessen Frau Dorothea von Molsdorf (* Rostock; † 17. August 1691 in Hamburg) geboren. Mütterlicherseits war er ein Enkel des Rostocker Hauptmanns Sebastian von Molsdorf, welcher mit einer gewissen Magaretha Ellerhus verheiratet war. Von seinem Vater wurde er ausgebildet und für die Theologie begeistert. Nach anfänglichen Schulbesuchen in Itzehoe und Krempe, frequentierte er ab Dezember 1689 die Universität Rostock. Sich dem Studium der Theologie zuwendend wechselte er am 9. Juli 1690 an die Universität Wittenberg. Dort erwarb er sich am 28. April 1692 den akademischen Grad eines Magisters an der philosophischen Fakultät. Am 27. Juni 1694 wurde er dort als Adjunkt an die philosophische Fakultät angenommen und konnte am 13. Oktober desselben Jahres in den Kreis des dortigen Kollegiums aufgenommen werden.
Damit waren die Weichen für eine Hochschullehrerkarriere gelegt. Dies änderte sich jedoch als er eine Berufung als er 1697 Superintendent und Oberpfarrer nach Jessen annahm. Um den Anforderungen an das Amt gerecht zu werden, avancierte er am 19. Februar 1697 zum Lizentiaten der Theologie und promovierte am 6. Oktober des Folgejahres zum Doktor der Theologie an der Wittenberger Hochschule. 1703 wechselte er auf die Stelle des Propstes und Superintendenten nach Kemberg und ging 1706 als Konsistorialrat, Hofprediger und Superintendent  des Fürsten von Anhalt-Zerbst nach Zerbst. Von dort kehrte er 1709 als Professor der Theologie und Assessor des Kurfürstlichen Konsistoriums nach Wittenberg zurück und wurde Prediger der der dortigen Schlosskirche. Im Sommersemester 1710 wurde er Dekan der theologischen Fakultät und im Wintersemester 1710 Rektor der Wittenberger Bildungseinrichtung. 1712 folgte er einem Ruf als Oberhofprediger, Oberkonsistorialrat und Kirchenrat an den sächsischen Hof nach Gotha, wo er bis zu seinem Lebensende wirkte.

## Familie
Feustking hatte sich am 22. April 1697 mit Magdalena Elisabeth Meyer († 23. März 1748 in Wangenheim), der Tochter des Wittenberger Ratsherrn und Buchhändlers Heinrich Johann Meyer, verheiratet. Aus der Ehe stammen fünf Söhne und fünf Töchter. Von den Kindern kennt man:
- Johanna Wilhelmina Feustking (* 7. April 1698; † 16. November 1751 in Hörselgau), verheiratet 26. September 1729 in Schloßkirche Gotha mit dem Pfarrer in Langenhain Johann Samuel Erdmann (~ 26. Mai 1696 in Waltershausen; † 26. Juli 1754 in Hörselgau)
- Johann Heinrich Feustking (* 10. September 1700)
- Johann Coelestinus Feustking (* 8. August 1701; begraben 23. Dezember 1703 in Kemberg)
- Dorothea Salome Feustking (* 12. September 1703)
- Heinrich Benedikt Feustking (* 27. April 1704)
- Carolina Friederica Feustking (* 5. Februar 1706 in Zerbst; † 26. Februar 1740 in Georgenthal), verheiratet am 8. September 1733 in der Augustinerkirche Gotha mit dem Pfarrer in Georgenthal Johann Daniel Möller (auch: Müller; ~ 1. April 1698 in Gotha; † 31. Mai 1754 in Friedrichroda)
- Sophia Magdalena Feustking (* 11. Oktober 1707)
- Carl Wilhelm Feustking (* 11. August 1709 in Zerbst), immatrikuliert 1. Mai 1711 Universität Wittenberg
- Christian Heinrich Feustking (* 1. Mai 1711 in Wittenberg), immatrikuliert 1. Mai 1711 Universität Wittenberg

## Werke (Auswahl)
- Disp. qua sententiam B. Lutheri de Iudaeorum conversione, Rom. XI, 25. defendent. Präs.: Johann Georg Neumann. Wittenberg 1696 (Online)
- Disputatio VII. Anti-Chiliastica, De Reformatismo, Ecclesiae Nostrae Intentato. Präs.: Johann Georg Neumann. Wittenberg 1697 (Online)
- De Reformatismo, Ecclesiae Nostrae Intentato. Präs. Johann Georg Neumann. Wittenberg 1697 (Online)
- Pastorale Evangelicum, Oder kurtzer evangelischer Unterricht, Wie ein auserwehlter Prediger seine Gott-geheiligte Kirchen-Arbeit wohl verrichten, ... soll. Wittenberg 1699 (Online)
- Hyperaspistes Lutheri, Oder abgenöthigte Rettung einiger sonderbahren Stellen aus den Schrifften D. Luthers, welche ... Mitglied d. Philadelphischen Gesellschaft ... verdächtig zu machen, sich ... unterstanden hat. Leipzig 1699 (Online)
- Historia colloquii Jeverensis. (1700)
- Jessenisches Mord-Gewinsele Bey der Blutigen Leiche Des Am dritten Weyh-Nachts-Feyertage Anni 1699. Grausam ermordeten Herrn Erhard Hennigs/ Rahts-Verwandtens/ auch belehnten Ambts-und Stadt-Richters in Jessen : Aus Dem II. Buch Sam. III, 32. 33. 34. Durch Klage/ Ach/ und Wehe! Wittenberg, 1700 (Online)
- Historia Clerogamiae Evangelicae. (1703)
- Disputatio Historico-Theologica, De Primo Sacerdote Marito Lutherano, Bartholomaeo Bernardi. Resp. Georg Peter Bolze. Wittenberg 1703 (Online)
- Johann Heinrich Feusttkings, Der Heil. Schrifft Doctoris, Superintendentens, und Probstens der Kirchen zu Kemberg, Instructio Sacerdotalis, Oder Evangelische Unterweisung, Was von einem Prediger So wohl Bey Antretung, als Niederlegung seines Amts erfodert werde: Jn einer An- und Abzugs-Rede vorgestellet , Und nunmehro auff Begehren zum Druck befördert. Wittenberg 1703 (Online)
- Theologiam unionis in Christo, ex Psalm. XLV, 8 et Coloss. II, 3. 9. illustratam. Resp. Johann Georg Trognitz. Wittenberg 1703 (Online)
- Vindiciæ Templorum, Oder: der Gott-Wolgefällige Tempel-Bau: Bey Christlicher Einweihung Der Neu-erbaueten kostbahren Kirche zu Reinhertz, Am XXII. Sonntag nach Trinit. An. 1704. Kürtzlich erwiesen und vertheidiget. Wittenberg 1704 (Online)
- Gynaeceum Haeretico Fanaticum, Oder Historie und Beschreibung der falschen Prophetinnen, Quäkerinnen, Schwärmerinnen und andern sectirischen und begeisterten Weibes-Personen. Leipzig, 1704 (Online); Frankfurt/M. 1704 (Online), 1998 im Faksimile neu und mit Kommentar herausgegeben von Elisabeth Gössmann
- Aegidii Hunnii, D. Celeberrimi Augustanae Confesionis Theologi, Thesaurus Apostolicus Complectens Commentarios in omnes Novi Testamenti Epistolas Et Apocalypsin Iohannis. Wittenberg 1705 (Online)
- Das Leben des ersten verehlichten Predigers, Bartholomäi Bernhardi von Feldkirchen. Wittenberg 1705 (Online)
- Das Bußfertige Bochjm: An dem auff Hohe Verordnung Des Durchlauchtigsten Fürsten und Herrn, Herrn Carl Wilhelms, Fürstens zu Anhalt, Hertzogs zu Sachsen, auch Engern und Westphalen, Grafens zu Ascanien, Herrn zu Zerbst, Bernburg, Jever und Kniephausen, ... im Jahr Christi 1707. am 7. April angesetztem Allgemeinem Buß- Bet- und Fast-Tage, aus dem Buch der Richter, Cap. II, 1. 2. 3. 4. 5. in der Zerbstischen Haupt- und Stiffts-Kirche zu S. Bartholomäi abgehandelt. Zerbst 1707 (Online)
- Mataeologia Fanatica, Oder Ausführlicher Bericht Von der Neuen Propheten, Die sich Erleuchtete und Gottsgelehrte nennen, Religion, Lehr und Glauben. Leipzig 1708 (Online)
- Fünff Worte Unsers thätigen Christenthums: Jn Gegenwart Jhro Hoheiten der Königl. Fr. Mutter, Wie auch Jhro Hoheiten des Königl. Printzens, Bey Antretung seines Hof-Prediger-Amts, Jn der Chur-Sächß. Schloß-Capelle zu Lichtenburg, Am IV. Sonntage nach Trinitatis Anno 1710. Wittenberg 1710 (Online)
- Disp. theol. examen libelli de haeresi circa mensas complectens. Resp. Johann Heinrich Schönbach. Wittenberg 1710 (Online)
- Disp. theol. de Philippismo Henoticorum, novissimis Irenicorum consiliis opposita. Resp. Johann Christian Hekel. Wittenberg 1710 (Online)
- Disp. theol. de synusia, ecclesiis nostris perquam inique imputata. Resp. Christian Friedrich Kranewitter. Wittenberg 1710 (Online)
- Rector Academiae VVittenbergensis, Io. Henricvs Fevstkingivs, S. Theol. Doct. Eivsdemq. Professor Pvbl. Consist. Sacri Assessor , ... Civibvs Academicis Viam Ad Coelvm Vivam Ac Vivificam Contemplandam Et Calcandam Sisit: [P. P. Vvittebergae Prid. Fer. I. Pasch. A. O. R. MDCCXI.] Wittenberg 1711 (Online)
- Disp. theol. de praepostera in rebus fidei moralitate. Resp. Tobias Christian Graeve. Wittenberg 1711 (Online)
- Disp. theol. exeg. de custodia mentis et voluntatis, in praxi assidue coniungenda, ex Philipp. IV, 7. Resp. Friedrich Gottlob Hertzog. Wittenberg 1711 (Online)
- Šoreš dāvār sive de radice verbi divini disputatio theologica. Resp. Johann Heinrich Fincelius. Wittenberg 1711 (Online)
- Disp. theol. de praesidiis veritatis evangelicae in iure canonico occurrentibus. Resp. Martin Christian Gollen. Wittenberg 1711 (Online)
- Disp. theol. exeg. de legali sub peccatum conclusione, ex Rom. XI, 32. Gal. III, 22. Resp. Heinrich Rudoph Hartmann. Wittenberg 1711 (Online)
- Palinodia sacra, sive de retractationibus theologorum in rebus fidei schediasma. Resp. M. Christian Friedrich Burckhard & Christian Steinkirch. Wittenberg 1711 (Online)
- Disp. theol. De Symbibasmo Biblico, Ex Actuum Apostolicorum IX. cap. com. 22.  Resp. Ludwig Heinrich Schlosser. Wittenberg 1712 (Online)
- Tauff-Sermon, Von der Christen Geist- und Feuer-Tauffe, abgeleget Vor dem Fürstlichen Wochen-Bette auf der Residentz zum Friedenstein, Als die Neugebohrne Durchl. Sachsen-Gothaische Princeßin, Princeße Sophia Hertzogin zu Sachsen, Jülich, Cleve und Berg ... Zu dem Heiligen Gnaden-Bunde mit Gott Den 24. Aug. An. 1712. gefodert wurde.: Auf Hoch-Fürstlichen gnädigsten Befehl anietzo zum andern mahl dem Druck übergeben. Zerbst 1712 (Online), Gotha 1712 (Online)
- Der Allerweiseste Rath Gottes in Leitung und Regierung der Frommen: Bey gesegneter Ubernehmung seines Ober-Kirchen-Ambts, in der Schloß-Capelle zum Friedenstein, am Sonntage Lätare, Anno 1712. kürtzlich betrachtet. Zerbst 1712 (Online)
- Chrematismus Evangelicus, Oder Die Trost-volle Lehre Von der besonderen Gnadenreichen Antwort und Zuspruch des Heiligen Geistes: Am Sonntage Exaudi aus dem ordentlichen Evangelio in der Fürstl. Schloß-Capelle zum Friedenstein abgehandelt. Gotha 1712 (Online)
- Der Nach seinem Wesen und Wercken Verborgene Gott: In Gegenwart der Hochfürstl. Landes-Herrschafft, Und Dero treuen Ständen An Ritterschafft und Städten, erbaulich vorgetragen, Und nach Anleitung der Worte Esaiä c. XLV. 15. Jn der Schloß-Kirchen zu Altenburg Am XI. Nov. Anno 1712. erörtert. Altenburg 1712 (Online)
- Friedensteinischer Neu-Jahrs Seegen: Allen Hoch-Fürstl. Personen auch Deroselben Hohen und niederen Hof-Bedienten, Beym Antritt des 1713ten Heyl-Jahres, von seinem schweren Siech- und Krancken-Bette wohlmeynend ertheilet. Zerbst 1713 (Online)

## Weblink
- Johann Heinrich Feustking in der Deutschen Digitalen Bibliothek